# 芒果布甸

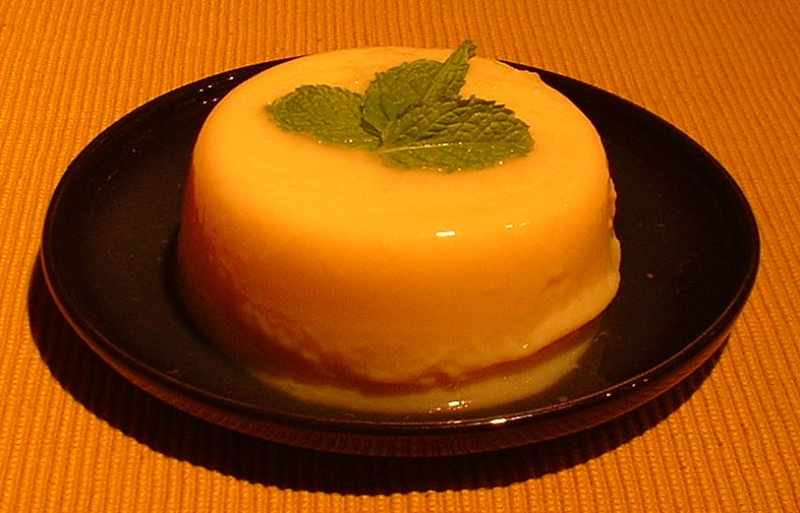
芒果布甸

芒果布甸，一種香港的流行甜品，是以芒果和乳製品作為主要材料的布丁。材料包括芒果、明膠、砂糖、鮮忌廉或淡奶、鮮奶等，混合後不必蒸煮，冷藏數小時即可製成。
雖然這種甜品算是西式甜品的一種，但從香港的中式酒樓流行、普及，現在香港各種有規模的食肆大多有售，日本、台灣等地也已經普及。在西方國家，芒果布甸被視為發源自香港的一種東方甜食。
傳統上，部分酒樓會在製作時加入生雞蛋，但近年因禽流感問題，故此不會加入生雞蛋。